# Chanel Rion
Chanel Rion (Houston, Texas; 28 de abril de 1990) es una locutora, caricaturista política y autora de libros para niños estadounidense. Es la corresponsal principal en la Casa Blanca de One America News Network (OAN), un canal de cable de extrema derecha.

## Carrera

### Corresponsal de la Casa Blanca
En 2019, Rion se convirtió en la corresponsal de fin de semana en la Casa Blanca para One America News Network (OAN). Fue contratada después de que el ex corresponsal de OAN en la Casa Blanca, Neil McCabe, invitara a Courtland Sykes, en ese momento el prometido de Rion, a una gira por OAN. McCabe le dijo a Sykes que OAN estaba contratando a un corresponsal de la Casa Blanca para trabajar los fines de semana y Sykes sugirió que contrataran a Rion. Rion hizo una prueba de pantalla y fue contratada.
En octubre de 2019, Rion informó que el exdirector adjunto del FBI, Andrew McCabe, y la ex abogada del FBI, Lisa Page, tuvieron una aventura. El artículo de Rion carecía de fuentes y finalmente fue desacreditado. Posteriormente, OAN se retractó de la historia.
Más tarde ese año, en diciembre, Rion presentó "Revealed: Ukrainian witnesses destroy Schiff's case exclusive with Rudy Giuliani" (en español, "Revelado: testigos ucranianos destruyen el caso de Schiff exclusivo con Rudy Giuliani"). La serie de dos partes, presentada en OAN, tuvo a Rion entrevistando a Rudy Giuliani y varios partidarios ucranianos suyos, incluido Yuriy Lutsenko, todos los cuales apoyan varias teorías de conspiración relacionadas con la controversia Trump-Ucrania. En el informe, Rion declaró sin pruebas que el filántropo liberal George Soros se había presentado en el aeropuerto de Kiev con "Dobermans humanos en pequeños Mercedes negros" para encontrarlos, una afirmación que fue ridiculizada en los medios de comunicación ucranianos y estadounidenses. No hay conocimiento de que Soros hubiera visitado Ucrania desde 2016.
Rion fue nombrada corresponsal principal de OAN en la Casa Blanca en enero de 2020 después de que Emerald Robinson dejara OAN.
En julio de 2020, la organización de control periodística Media Matters informó que Rion había aparecido en una transmisión que promueve la teoría de la conspiración de extrema derecha llamada QAnon, donde afirmó la existencia de Q y dijo: "Q es anónimo por una razón, por una muy buena razón, y creo que la gente debe respetar eso".
En octubre de 2020, la cuenta de Twitter de Borat publicó imágenes de Rion y la estrella de la película Borat, siguiente película documental,Maria Bakalova, interpretando el papel del personaje Tutar, recorriendo la sala de conferencias de prensa de la Casa Blanca juntos y fuera del ala oeste. Bakalova le pregunta a Rion "¿Por qué todo el periodismo falso es de izquierda y ninguno de derecha?" con el clip terminando antes de que Rion pueda responder.
En noviembre, durante las elecciones presidenciales de Estados Unidos de 2020, Rion apoyó las afirmaciones de Donald Trump sobre la existencia de fraude electoral, específicamente las referidas a la votación por correo. El 12 de noviembre de 2020, Trump citó un informe de Rion cuando acusaba sin fundamento a la empresa fabricante de software electoral Dominion Voting Systems de haber "manipulado" la votación electoral, a pesar de que la agencia de ciberseguridad de su administración dijo que la elección era segura.

### Cobertura de la pandemia de COVID-19
En marzo de 2020, Rion presentó el especial "Exposing China's Coronavirus: The Fears, the Lies and the Unknown" (en español, "Exponiendo el coronavirus de China: los miedos, las mentiras y lo desconocido") en OAN. En el informe, Rion llama al SARS-CoV-2 -el virus que causó la pandemia de COVID-19- el "virus Chino". Dijo que la respuesta del presidente Donald Trump a la pandemia ha sido "fuerte" y cuestionó si el virus provenía de Wuhan, China, sugiriendo que hay "pistas" de que el virus fue creado en un laboratorio en Carolina del Norte.
Durante una conferencia de prensa de la Comisión Especial de la Casa Blanca sobre el Coronavirus el 19 de marzo, Rion le preguntó a Donald Trump si pensaba que el término "comida china es racista porque es comida que se origina en China". Trump respondió: "No creo que eso sea racista en absoluto". Rion siguió sugiriendo que "los principales medios de comunicación de izquierda" se habían asociado con China para promover "las narrativas del partido comunista" con respecto al coronavirus. Las críticas de todo el espectro político fueron dirigidas a Rion por su pregunta. Durante la sesión informativa de la Comisión Especial del 30 de marzo, Rion comparó "los niños que son asesinados por sus madres con los abortos electivos todos los días" con el creciente número de estadounidenses que mueren a causa del coronavirus.
El 1 de abril de 2020, la Asociación de Corresponsales de la Casa Blanca retiró a OAN y Rion de las sesiones informativas de prensa de la sala de reuniones de la Casa Blanca debido a que violaban su política sobre como atender a las sesiones en el contexto del COVID-19. La política, establecida por la Asociación y basada en las pautas del Centro para el Control de Enfermedades, permite que solo 14 reporteros estén en la sala de información diariamente y que todos los reporteros ocupen un asiento. Los corresponsales se turnan para asegurar que todos tengan acceso a la sesión informativa mientras se mantienen pautas seguras de distanciamiento social. El 31 de marzo y el 1 de abril, Rion asistió a ambas conferencias de prensa cuando OAN no estaba en la lista de rotación. El presidente de OAN, Charles Herring, declaró que Rion fue invitada a participar en las conferencias de prensa por fuera de la lista de rotación de la Asociación de Corresponsales de la Casa Blanca. Rion declaró que era invitada de la secretaria de prensa de la Casa Blanca, Stephanie Grisham. Al día siguiente, el 2 de abril, Rion regresó a la sala de reuniones de la Casa Blanca, nuevamente, citando la invitación de Grisham.
El informe de Rion de agosto de 2020 presentó declaraciones infundadas de QAnon afirmando que los cierres relacionados con la pandemia estaban aumentando la trata de personas.

### Carrera editorial
Rion publica sus propias caricaturas políticas bajo la etiqueta "The Left Edge". Comenzó a dibujar caricaturas políticas en 2017. Las ilustraciones a menudo promueven teorías de conspiración política de derecha, entre ellas Pizzagate y la que afirma que Hillary Clinton mató al empleado del Comité Nacional Demócrata Seth Rich. Su trabajo también critica a figuras públicas, incluidos Harry Reid y James Comey.
A partir de 2014, trabajó como editora gerente en una pequeña editorial propiedad de su hermana Channing que publicaba obras de la familia Ryan. Ha escrito novelas de literatura juvenil destinadas a mujeres jóvenes.

## Vida personal
Chanel Rion nació como Chanel Nmi-Dayn Ryan. Su padre es Danny Preboth, también conocido como Danford Dayn-Ryan y David Michael Ryan. Su abuela era la psíquica kanseña Allene Cunningham. Rion cambió su apellido en 2019, previo a solicitar un pase de prensa para la Casa Blanca.
Rion asistió a la Harvard Extension School, donde fue miembra del grupo de estudiantes de derecha Anscombe Society. En Harvard Extension School conoció al veterano de la Armada Courtland Sykes, quien se convertiría en su prometido. En 2017-2018, Sykes buscó sin éxito la nominación republicana para un escaño en el Senado de Misuri con una campaña pro-Trump. Rion y Sykes viajaron por los Estados Unidos siguiendo a Donald Trump durante las elecciones presidenciales de 2016, asistiendo a mítines y otros eventos de campaña.